# الثانوية الدولية ألكسندر دوماس

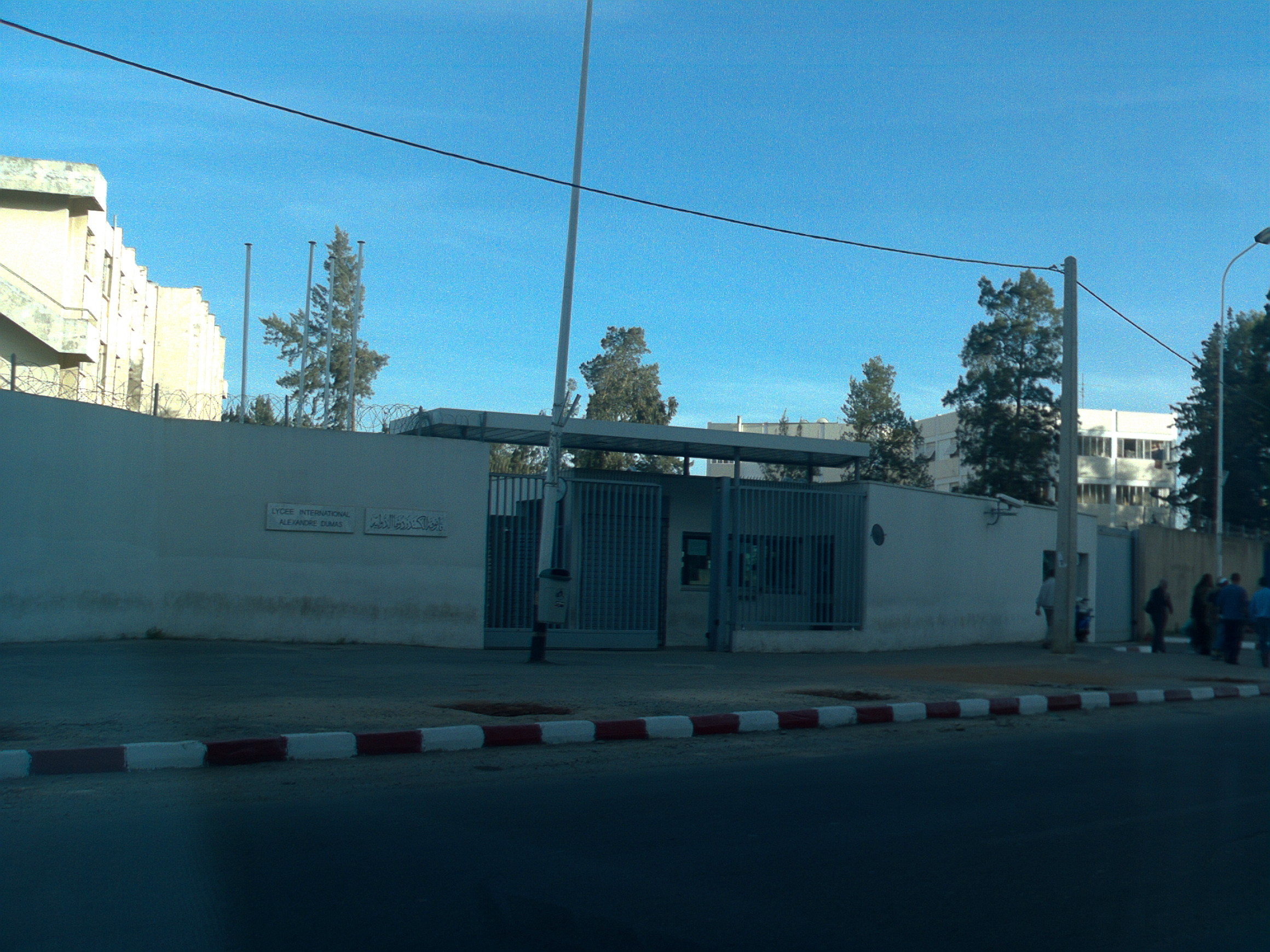
ثانوية ألكسندر دوماس الدولية

ثانوية ألكسندر دوماس الدولية هي مدرسة فرنسية تقع في بلدية بن عكنون، الجزائر العاصمة.

## الروابط الخارجية
1. ↑  "Mentions légales." Lycée International Alexandre Dumas. Retrieved on 17 January 2015. "Siège social : Chemin Arezki Mouri - Ben-Aknoun - Algérie" نسخة محفوظة 11 ديسمبر 2017 على موقع واي باك مشين. [وصلة مكسورة]

- (بالفرنسية) Lycée International Alexandre Dumas
- (بالفرنسية) Lycée français d'Alger (Archive). مجلس الشيوخ الفرنسي, 9th Legislature.